# Фельяны (монашеский орден)
Фельяны, фейяны или фельянтинцы (фр. Feuillants; нем. Feuillanten) — католический монашеский орден, выделившийся из ордена цистерцианцев и получивший своё название от аббатства Фельян (Фейян) (фр.) в Лангедоке (Франция).
Орден фельянов был основан в 1577 году Жаном де ла Баррьером (1544—1590), аббатом одноимённого монастыря. Недовольный слишком светским направлением цистерцианцев, он установил в своем аббатстве очень строгий режим: монахи не носили обуви, ходили с непокрытыми головами, питались только ячменным хлебом, овощами и водой, и обязаны были заниматься только ручным трудом.
Реформа де ла Баррьера вызвала противодействие со стороны цистерцианцев, но он добился в 1586 году утверждения ордена Папой Сикстом V и обосновался в Италии.
В 1592 году фельяны были освобождены от юрисдикции цистерцианцев и подчинены непосредственно Святому престолу.
Строгие правила фельянов не способствовали притоку послушников, и одно время орден был на грани вымирания. Фрэнсис Бэкон в своей книге «Новый Органон» (1620), упоминая вегетарианский обет фельянов, писал:
..Ибо плотоядное животное не выдерживает растительного питания, почему и орден Фельянов, осуществив (как передают) этот опыт, как бы не переносимый для человеческой природы, почти исчез..
Однако уже в 1595 году Папа Климент VIII значительно смягчил суровый режим ордена и этим сильно содействовал его распространению; вскоре орден насчитывал до 60 монастырей во Франции и Италии.
В 1588 году король Франции Генрих III разрешил фельянам выстроить большой монастырь в Париже. Фасад церкви ордена фельянов в Париже (1623) — первая работа архитектора Франсуа Мансара.
В 1630 году Папа Урбан VIII разделил фельянов на две конгрегации — французскую (Notre-Dame des Feuillants) и итальянскую (I reformati di San Bernardo); каждая имела свой капитул и особого генерала.
Орден для женщин, по тому же образцу основанный Ла-Баррьером, носил имя фельянтинок (feuillantines). Он утвердился сначала в Лангедоке; в 1622 году Анна Австрийская пригласила монахинь в Париж.
Орден фельянов был уничтожен во время Французской революции. В здании их монастыря в Париже временно собирались и Учредительное собрание, и Законодательное собрание, и Конвент. Здесь же образовался политический клуб, называвшийся Клубом фельянов (или, полностью, «Обществом друзей конституции, заседающим у фельянов»), членами которого являлись Мирабо и Лафайет. В результате, сегодня политический клуб фельянов зачастую известен больше, чем монашеский орден, давший ему своё название.